# Treuen
Treuen (vogtländisch Treie) ist eine Kleinstadt im sächsischen Vogtlandkreis nordöstlich von Plauen. In der Stadt befindet sich der Sitz der Verwaltungsgemeinschaft Treuen.

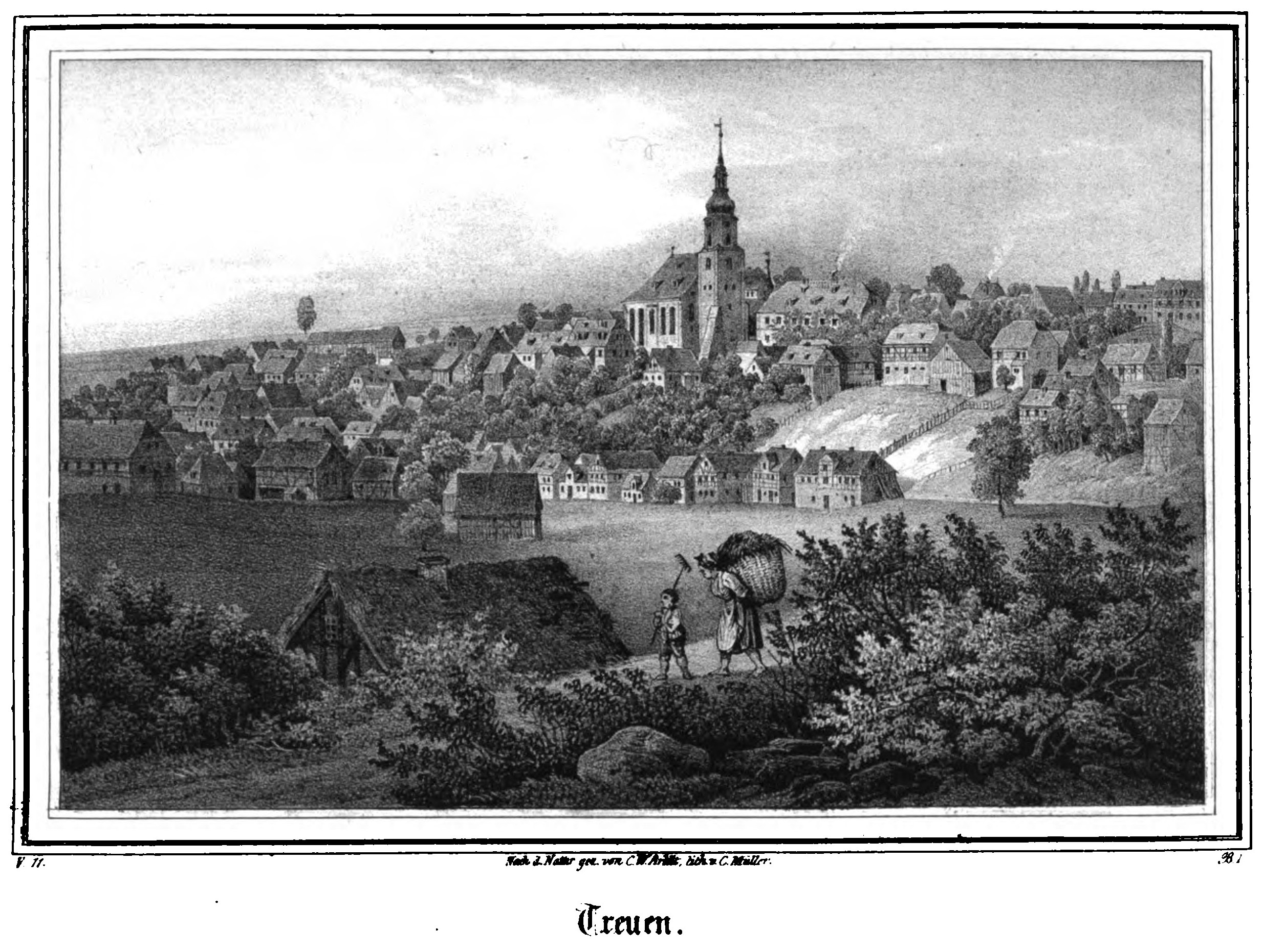
Treuen, Lithographie in der Zeitschrift Saxonia. Museum für saechsische Vaterlandskunde, 1841

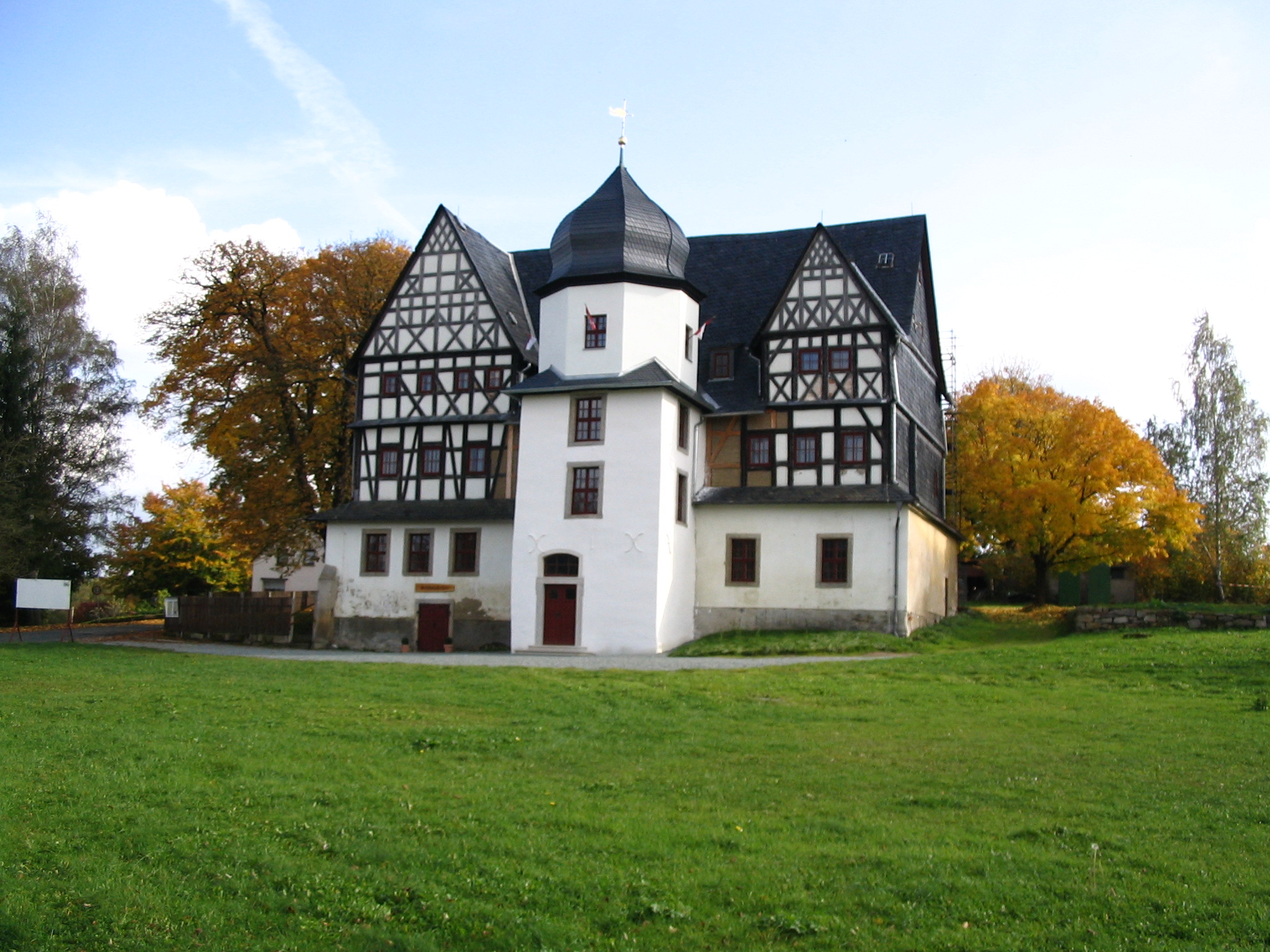
Treuener Schloss

## Geographie
Die Stadt Treuen liegt im Osten des Naturraumes Vogtland im sächsischen Teil des historischen Vogtlands. Die Bäche im Stadtgebiet, u. a. die Treba, entwässern in die Trieb und in die Göltzsch. Der Ort liegt auf rund 424 m.

### Nachbargemeinden
| Gemeinde Limbach   |                                             | Stadt Lengenfeld      |
| Gemeinde Pöhl      | Kompassrose, die auf Nachbargemeinden zeigt | Stadt Rodewisch       |
| Gemeinde Neuensalz | Stadt Falkenstein/Vogtl.                    | Stadt Auerbach/Vogtl. |

### Stadtgliederung
Zur Stadt Treuen gehören folgende Ortsteile:
- Altmannsgrün
- Buch
- Eich
- Gospersgrün
- Hartmannsgrün
- Mahnbrück
- Perlas
- Pfaffengrün
- Schreiersgrün
- Veitenhäuser
- Wetzelsgrün

## Geschichte

### 13. bis 18. Jahrhundert
Das 1214 erstmals erwähnte Waldhufendorf Treuen erhielt 1390 das Stadtrecht. Die im 11. Jahrhundert in Urkunden als Burg „Drewen“ erwähnte Burg errichteten die Vögte von Plauen im Zuge des Landesausbaus auf einem Felssporn über dem Treuenschen Wasser. Sie diente dem Schutz und der Verwaltung ihrer Rodedörfer. Die Besiedlung von Treuen begann zunächst am Südhang des Trebatals. Nach 1200 wurde auch der Nordhang besiedelt und die Kirche mit dem dazugehörigen Kirchenspiel gegründet. Als die Herrschaft Plauen im Jahr 1306 in die Häuser Plauen-Ältere Linie und Plauen-Reuß geteilt wurde, kam Treuen 1306 an die reußsche Linie. Die Burg Treuen wurde im Jahre 1329 als Reichslehen des Kaisers Ludwig der Bayer an Vogt Heinrich von Plauen übertragen. 1367 belehnte ihn Kaiser Karl IV. als König von Böhmen erneut mit der Burg Treuen.
Im Jahr 1510 erhielt der Reichsritter Jobst von Feilitzsch auf Kürbitz und Unterlauterbach die Burg und Herrschaft Treuen von Kunz von Hermannsgrün. Noch vor dem Dreißigjährigen Krieg (1618 bis 1648) wurde die Burg zerstört. Innerhalb der Familie von Feilitzsch erfolgte 1592 die Aufteilung des Besitzes in die Rittergüter Treuen oberen Teils (Schlossweg 1, Treuen) und unteren Teils (Schreiersgrüner Str. 2, Treuen), welche fortan anteilig die Grundherrschaft über Treuen ausübten. Die Teilung in die Rittergüter Treuen oberen und unteren Teils war mit den Lehnbriefen von 1612 endgültig abgeschlossen. Auf den Mauern der einstigen Burg Treuen (oberen Teils) ließ die Familie von Feilitzsch von 1608 bis 1610 ein repräsentatives Herrenhaus errichten. Das Rittergut Treuen unteren Teils ging hingegen aus einem Vorwerk hervor, welches ursprünglich zur Burg Treuen gehörte. Zwischen 1608 und 1610 erbaute Urban von Feilitzsch einen standesgemäßen Herrensitz aus Fachwerk auf dem Gelände des Vorwerks, dem heutigen Schloss Treuen unteren Teils. Während das obere Gut auch im 19. Jahrhundert im Besitz der Familie von Feilitzsch blieb, kam das untere Gut im Jahr 1810 an die bürgerliche Familie Adler, welche 1744 bereits das benachbarte Rittergut Unterlauterbach übernommen hatten.

### 19. Jahrhundert bis zur Gegenwart
Treuen gehörte bis 1856 zum kursächsischen bzw. späteren königlich-sächsischen Amt Plauen, dem der Ort bis 1856 unterstand. 1856 wurde die Stadt Sitz des Gerichtsamts Treuen. 1875 erfolgte die Eingliederung in die Amtshauptmannschaft Auerbach. Während der Gründerzeit erlebte Treuen seine Blütezeit, als infolge der Industrialisierung die Zahl von Betrieben und Geschäften stark zunahm. Bereits im 18. Jahrhundert begann die vorindustrielle Entwicklung der Weberei. Am 1. November 1865 erhielt die Stadt Treuen mit einem Bahnhof Anschluss an die Bahnstrecke Herlasgrün–Oelsnitz. Zwischen April und Juli 1945 war Treuen wie fast das gesamte sächsische Vogtland von amerikanischen Truppen besetzt, bis der Ort der Sowjetischen Besatzungszone angegliedert wurde. Im Zuge der Bodenreform in der Sowjetischen Besatzungszone ab 1945 wurden die letzten Besitzer der Rittergüter Treuen oberen und unteren Teils enteignet und die Flächen an Neubauern aufgeteilt. Das Schloss Treuen unteren Teils wurde bis 1947 für die Einquartierung von Umsiedlern bereit gemacht, während die umliegenden Wirtschaftsgebäude abgerissen wurden.
Durch die zweite Kreisreform in der DDR kam die Stadt Treuen im Jahr 1952 zum Kreis Auerbach im Bezirk Chemnitz (1953 in Bezirk Karl-Marx-Stadt umbenannt), der 1990 als sächsischer Landkreis Auerbach fortgeführt wurde und 1996 im Vogtlandkreis aufging. Das Schloss Treuen untern Teils verkaufte die Stadt Treuen im Jahr 1993 an einen Nachfahren des letzten Besitzers, dessen Pläne zur Errichtung eines Hotels jedoch scheiterten. Im Jahr 2003 ersteigerte der „Förderverein Schloss Treuen“ das Schloss Treuen unteren Teils, um den weitern baulichen Verfall des Schlosses zu stoppen. Danach begann die Sanierung des Gebäudes. Während das Schloss Treuen unteren Teils heute durch den Förderverein für verschiedene Veranstaltungen genutzt wird, dient das Herrenhaus Treuen oberen Teils heute privaten Wohnzwecken. Die Wirtschaftsgebäude von Treuen oberen Teils werden heute durch den Landwirtschaftsbetrieb „Gut Treuen“ genutzt. Nach der Wende entstanden im Norden und Nordwesten von Treuen nahe der A 72 vier Gewerbegebiete.

### Eingemeindungen
| Ehemalige Gemeinde | Datum                          | Anmerkung                                                                                    |
| ------------------ | ------------------------------ | -------------------------------------------------------------------------------------------- |
| Altmannsgrün       | 01.04.1993                     |                                                                                              |
| Buch               | vor 1880                       | Eingemeindung nach Perlas                                                                    |
| Eich               | 01.01.1999                     |                                                                                              |
| Gospersgrün        | 01.07.1950                     |                                                                                              |
| Hartmannsgrün      | 01.01.1999                     |                                                                                              |
| Mahnbrück          | vor 1880                       | Eingemeindung nach Perlas                                                                    |
| Perlas             | 13.07.1931                     | Umbenennung in Veitenhäuser                                                                  |
| Pfaffengrün        | 01.07.1950                     | Eingemeindung nach Hartmannsgrün                                                             |
| Schreiersgrün      | 01.01.1994                     |                                                                                              |
| Veitenhäuser       | vor 1880 13.07.1931 01.07.1950 | Eingemeindung nach Perlas, Umbenennung von Perlas in Veitenhäuser, Eingemeindung nach Treuen |
| Wetzelsgrün        | 01.07.1950                     |                                                                                              |

### Einwohnerentwicklung
Entwicklung der Einwohnerzahl (ab 1960 31. Dezember):
| Jahr      | 1834   | 1910  | 1960   | 1971   | 1998   | 1999   | 2000   | 2001   | 2002   | 2003   | 2004   | 2007   | 2008   | 2012   | 2013   | 2015   | 2021   |
| --------- | ------ | ----- | ------ | ------ | ------ | ------ | ------ | ------ | ------ | ------ | ------ | ------ | ------ | ------ | ------ | ------ | ------ |
| Einwohner | 03.837 | 8.240 | 10.093 | 09.277 | 09.512 | 09.526 | 09.409 | 09.355 | 09.339 | 09.265 | 09.144 | 08.791 | 08.740 | 08.200 | 08.115 | 08.037 | 07.730 |

 Datenquelle ab 1998: Statistisches Landesamt Sachsen
Treuen war 1910 unter den 69 Kommunen der Amtshauptmannschaft Auerbach auf Rang 4.

## Gedenkstätten
Grabstätten und ein Gedenkstein aus dem Jahre 1947 auf dem Friedhof erinnern an neun namentlich unbekannte weibliche jüdische KZ-Häftlinge, die beim Todesmarsch aus dem Außenlager Christianstadt des KZ Groß-Rosen von SS-Männern im Frühjahr 1945 in der Flur von Weißensand ermordet wurden.

## Politik

### Stadtrat
Seit der Stadtratswahl am 9. Juni 2024 verteilen sich die 20 Sitze des Stadtrates folgendermaßen auf die einzelnen Gruppierungen:
- Freie Wähler Treuener Land: 8 Sitze
- CDU: 5 Sitze
- AfD: 2 Sitze (2 Sitze bleiben mangels Kandidaten unbesetzt)
- DSU: 2 Sitze
- Linke: 2 Sitze
- FDP: 1 Sitz

| Sitzverteilung im Stadtrat ab 2024Insgesamt 20 Sitze - Linke: 2 - FDP: 1 - FW TL: 8 - CDU: 5 - DSU: 2 - AfD: 2 Die AfD kann zwei Sitze nicht besetzen. Der Stadtrat verkleinert sich entsprechend. | Wahlvorschlag              | 2024   | 2024   | 2019   | 2019   | 2014   | 2014   |
| Sitzverteilung im Stadtrat ab 2024Insgesamt 20 Sitze - Linke: 2 - FDP: 1 - FW TL: 8 - CDU: 5 - DSU: 2 - AfD: 2 Die AfD kann zwei Sitze nicht besetzen. Der Stadtrat verkleinert sich entsprechend. | Wahlvorschlag              | Sitze  | in %   | Sitze  | in %   | Sitze  | in %   |
| Sitzverteilung im Stadtrat ab 2024Insgesamt 20 Sitze - Linke: 2 - FDP: 1 - FW TL: 8 - CDU: 5 - DSU: 2 - AfD: 2 Die AfD kann zwei Sitze nicht besetzen. Der Stadtrat verkleinert sich entsprechend. | Freie Wähler Treuener Land | 8      | 36,3   | 7      | 30,9   | 6      | 26,1   |
| Sitzverteilung im Stadtrat ab 2024Insgesamt 20 Sitze - Linke: 2 - FDP: 1 - FW TL: 8 - CDU: 5 - DSU: 2 - AfD: 2 Die AfD kann zwei Sitze nicht besetzen. Der Stadtrat verkleinert sich entsprechend. | CDU                        | 5      | 24,4   | 7      | 28,3   | 8      | 33,2   |
| Sitzverteilung im Stadtrat ab 2024Insgesamt 20 Sitze - Linke: 2 - FDP: 1 - FW TL: 8 - CDU: 5 - DSU: 2 - AfD: 2 Die AfD kann zwei Sitze nicht besetzen. Der Stadtrat verkleinert sich entsprechend. | AfD                        | 2      | 18,4   | –      | –      | 1      | 6,6    |
| Sitzverteilung im Stadtrat ab 2024Insgesamt 20 Sitze - Linke: 2 - FDP: 1 - FW TL: 8 - CDU: 5 - DSU: 2 - AfD: 2 Die AfD kann zwei Sitze nicht besetzen. Der Stadtrat verkleinert sich entsprechend. | DSU                        | 2      | 8,9    | 3      | 13,3   | 2      | 9,6    |
| Sitzverteilung im Stadtrat ab 2024Insgesamt 20 Sitze - Linke: 2 - FDP: 1 - FW TL: 8 - CDU: 5 - DSU: 2 - AfD: 2 Die AfD kann zwei Sitze nicht besetzen. Der Stadtrat verkleinert sich entsprechend. | Linke                      | 2      | 7,1    | 2      | 12,0   | 3      | 12,1   |
| Sitzverteilung im Stadtrat ab 2024Insgesamt 20 Sitze - Linke: 2 - FDP: 1 - FW TL: 8 - CDU: 5 - DSU: 2 - AfD: 2 Die AfD kann zwei Sitze nicht besetzen. Der Stadtrat verkleinert sich entsprechend. | FDP                        | 1      | 4,9    | 2      | 9,1    | 1      | 4,1    |
| Sitzverteilung im Stadtrat ab 2024Insgesamt 20 Sitze - Linke: 2 - FDP: 1 - FW TL: 8 - CDU: 5 - DSU: 2 - AfD: 2 Die AfD kann zwei Sitze nicht besetzen. Der Stadtrat verkleinert sich entsprechend. | SPD                        | –      | –      | 1      | 6,5    | 1      | 6,6    |
| Sitzverteilung im Stadtrat ab 2024Insgesamt 20 Sitze - Linke: 2 - FDP: 1 - FW TL: 8 - CDU: 5 - DSU: 2 - AfD: 2 Die AfD kann zwei Sitze nicht besetzen. Der Stadtrat verkleinert sich entsprechend. | Grüne                      | –      | –      | –      | –      | –      | 1,7    |
| Sitzverteilung im Stadtrat ab 2024Insgesamt 20 Sitze - Linke: 2 - FDP: 1 - FW TL: 8 - CDU: 5 - DSU: 2 - AfD: 2 Die AfD kann zwei Sitze nicht besetzen. Der Stadtrat verkleinert sich entsprechend. | Wahlbeteiligung            | 68,7 % | 68,7 % | 60,2 % | 60,2 % | 48,5 % | 48,5 % |

### Bürgermeister
Am 12. Juni 2022 wurde Andrea Jedzig erneut als Bürgermeisterin gewählt. Sie ist seit ihrem Amtsantritt am 1. August des gleichen Jahres das am längsten amtierende Stadtoberhaupt. Jedzig erhielt 91,2 % (2.297 Stimmen). Da sich keine Gegenkandidaten aufstellen ließen, hatten Wähler die Möglichkeit Personen als Einzelvorschläge für das Amt vorzuschlagen. Davon machten 222 Personen Gebrauch. Allein für den DSU-Stadtrat und Landratskandidat der AfD am selben Tag, Roberto Rink, stimmten 1,0 % (25 Personen). Jedzig wurde unter ihrem damaligen Namen Barth bereits 1994 zur Bürgermeisterin des heutigen Treuener Ortsteils Eich/Sa. gewählt.
| Wahl | Bürgermeister                   | Vorschlag | Wahlergebnis (in %) |
| ---- | ------------------------------- | --------- | ------------------- |
| 2022 | Andrea Jedzig (bis 2008: Barth) | Jedzig    | 91,2                |
| 2015 | Andrea Jedzig (bis 2008: Barth) | Jedzig    | 93,1                |
| 2008 | Andrea Jedzig (bis 2008: Barth) | Barth     | 70,3                |
| 2001 | Andrea Jedzig (bis 2008: Barth) | Barth     | 50,6                |

### Wappen
| Wappen von Treuen | Blasonierung: „Gespalten von Silber und Rot, vorn ein roter Wolf hinten ein goldener Balken, überdeckt von einem aufrechtstehenden Messer.“ |
| Wappen von Treuen | Wappenbegründung: Das Heroldsbild und der Wolf entstammen dem Wappen der Grundherren von Mylau. Diesen gehörte Treuen im 15. Jahrhundert und sie verliehen das Wappen 1416 an die Stadt. Das Messer gehört zum Schutzpatron der Pfarrkirche, St. Bartholomäus. |

### Städtepartnerschaft
Seit 1991 besteht eine Partnerschaft zwischen Treuen und Dettenhausen in Baden-Württemberg.

## Kultur und Sehenswürdigkeiten

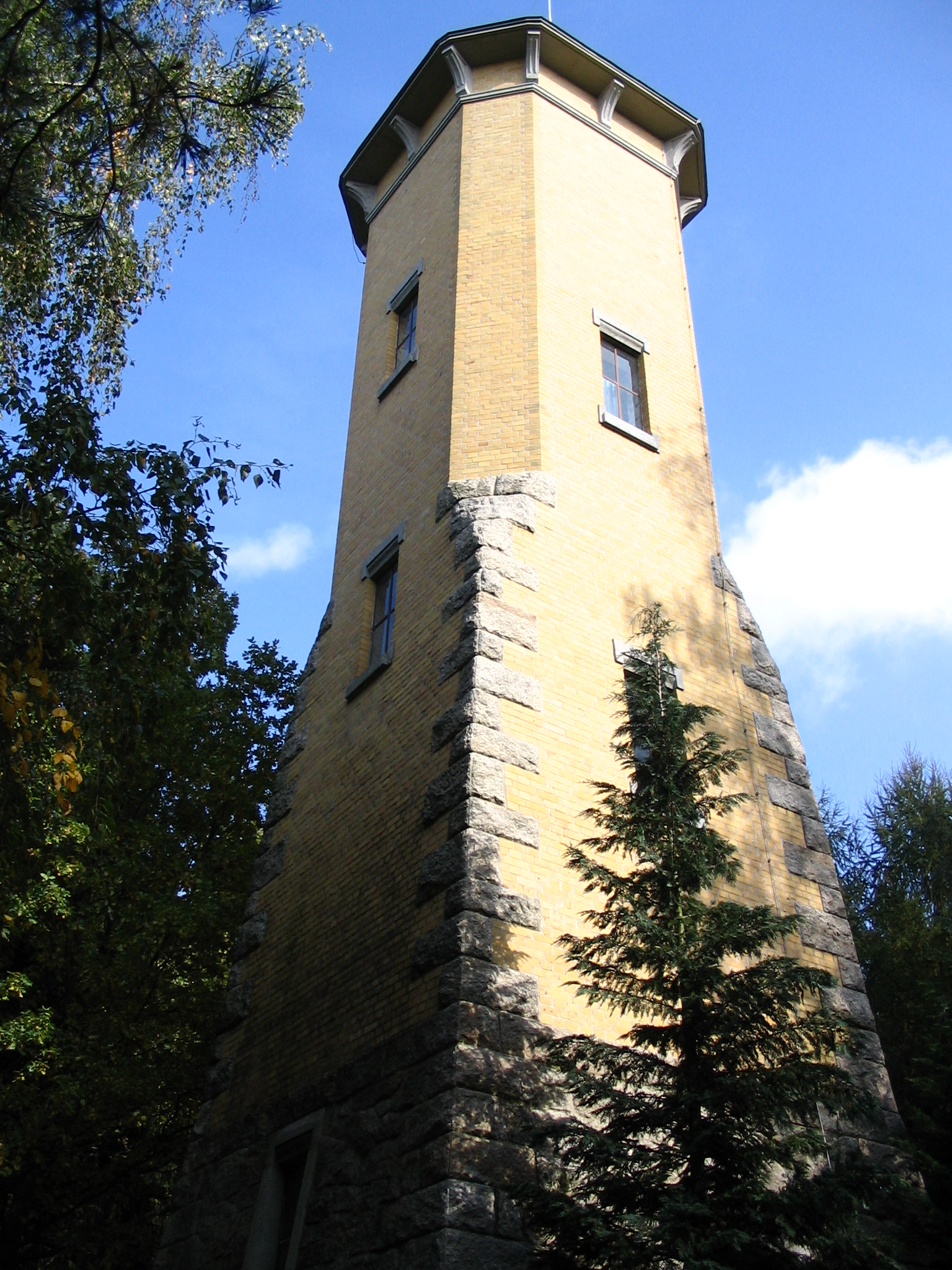
Perlaser Turm

Ältestes Bauwerk von Treuen ist der Kirchturm der Stadtkirche St. Bartholomäi. Der unterste Teil des Turmes im romanischen Stil wurde Ende des 12. Jahrhunderts errichtet. 1514 wurde das Gotteshaus durch ein Kirchenschiff erweitert. Bei einem Stadtbrand 1806 wurde die gesamte Kirche bis auf Teile des Turms zerstört. Während der napoleonischen Besatzungszeit wurde die Kirche im klassizistischen Stil wieder aufgebaut.

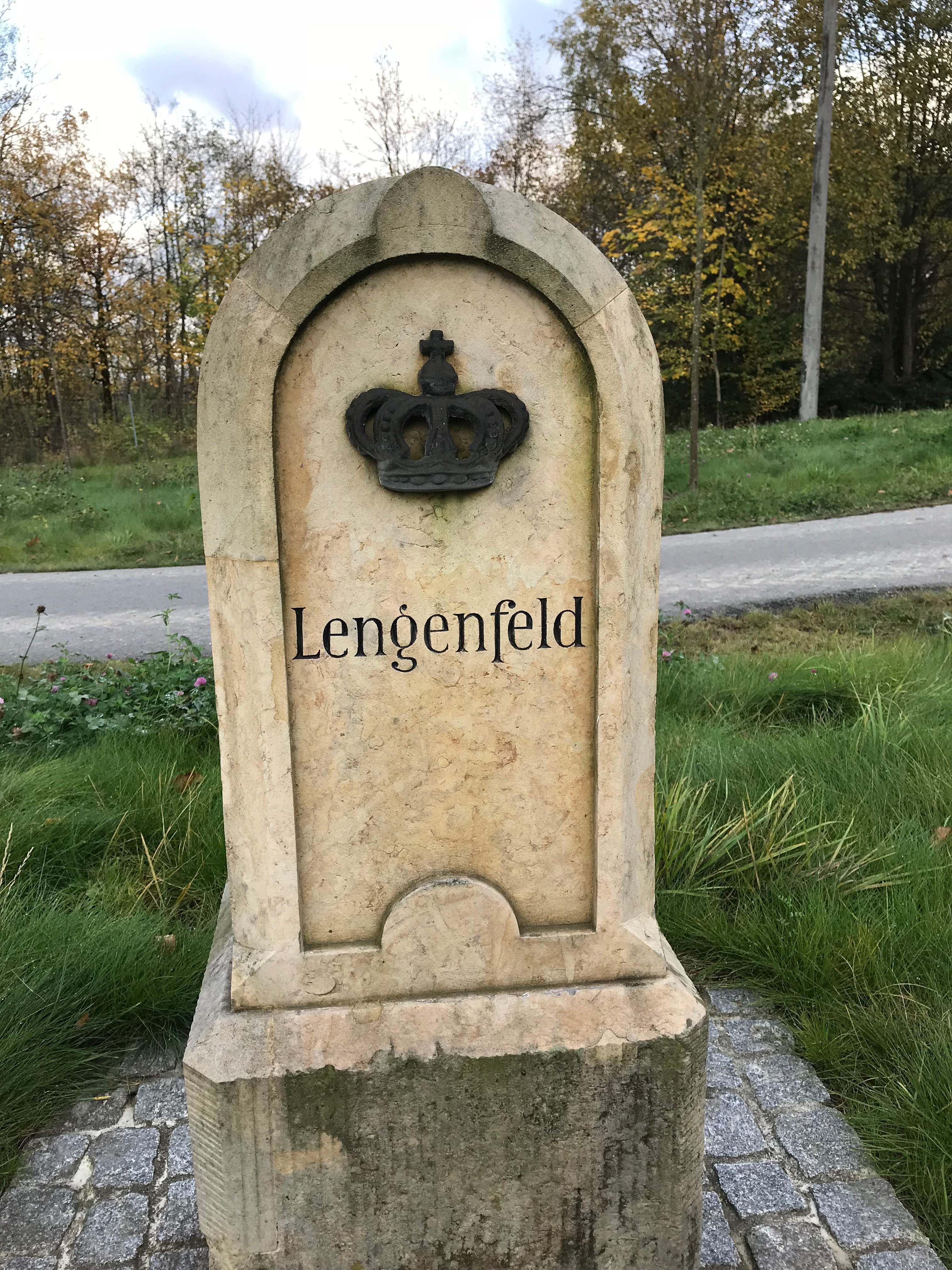
Kgl.-sächs. Meilenstein an der Eicher Spange, Abzweig Lengenfeld

Zur Zeit der Spätrenaissance entstand das Treuener Schloss. Es besteht aus einem massiven Erdgeschoss, zwei weiteren Etagen mit Fachwerkvorbau sowie einem Treppenturm mit Oktogon und geschweifter Haube. Nach der Wende drohte dem Gebäude der Verfall. Durch Spendengelder eines Fördervereins konnte dies vermieden und eine schrittweise Renovierung des Anwesens in die Wege geleitet werden.
An der Eicher Spange Richtung Lengenfeld wurde im November 2013 ein restaurierter Königlich-sächsischer Meilenstein in Form eines Abzweigsteines aus der Zeit von 1859–66 wieder aufgestellt.
Markanter Aussichtspunkt nahe Treuen ist der 1907 erbaute und 20 Meter hohe Perlaser Turm auf der Wilhelmshöhe. Neben dem Turm befindet sich ein Stationspunkt der Königlich-Sächsischen Triangulation aus dem Jahr 1876.
Die jüdische Dresdner Schriftstellerin Auguste Lazar, setzte den ermordeten Jüdinnen (vgl. → Gedenkstätten) mit ihrem 1963 erschienenen Buch „Die Brücke von Weißensand“ ein literarisches Denkmal.
Am 30. Mai 1958 wurde das Friedrich-Ludwig-Jahn-Stadion, die Heimstätte der BSG Fortschritt Treuen und des Treuener Leichtathletikvereins, eingeweiht.
In Treuen endet der Saturn-Weg, der von der Rodewischer Sternwarte hier her führt.
Am Autohof Treuen befand sich das Oldtimer- und Technikmuseum Treuen. Es präsentierte auf 500 Quadratmetern Fahrzeuge von 1904 bis in die 1970er Jahre. Genannt werden 3 Automobile, 40 Motorräder und 3 Mopeds.

### Naturschutz
- Siehe auch: Liste der Naturdenkmale in Treuen

## Verkehr und Wirtschaft

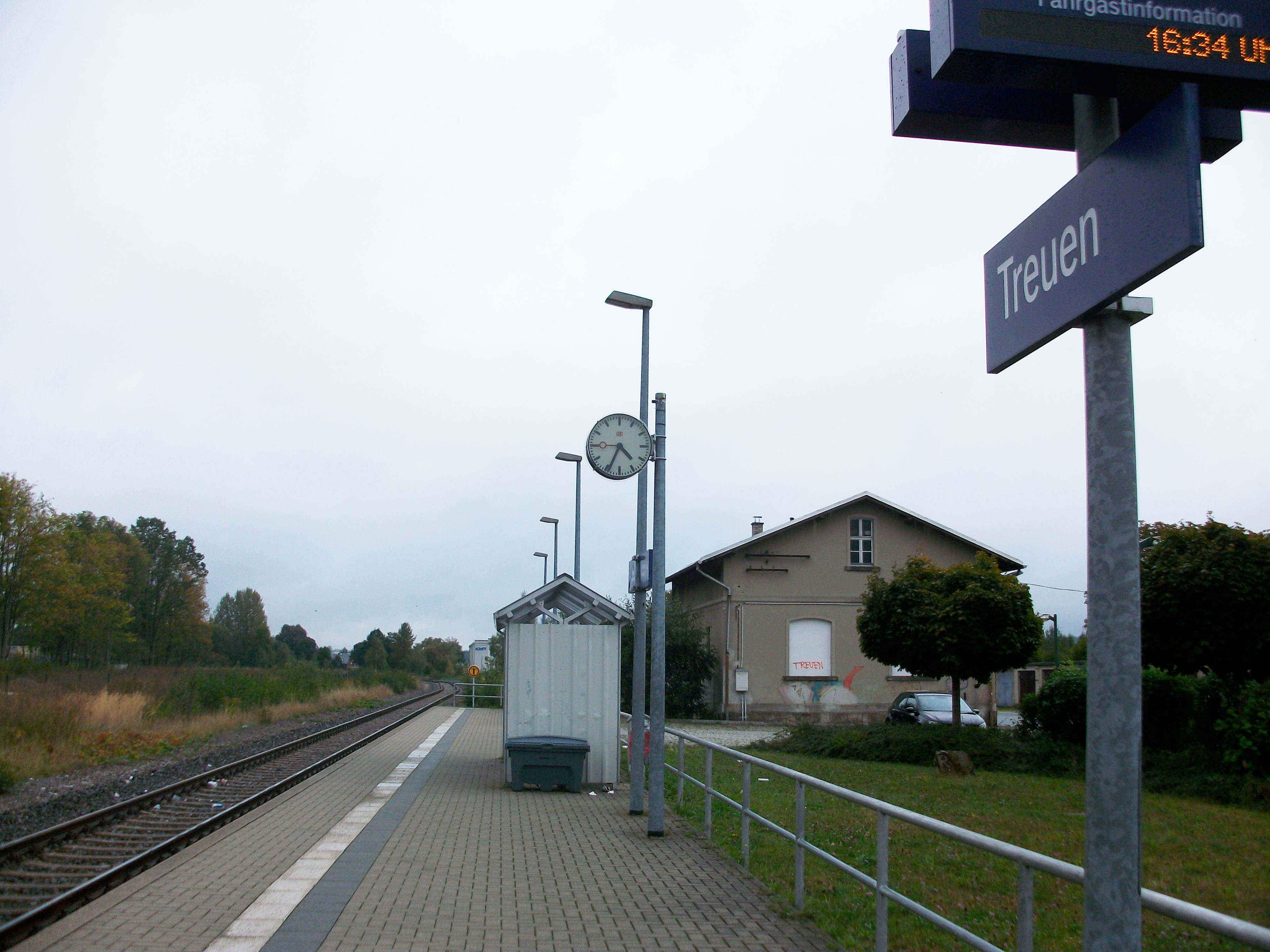
Bahnhof Treuen (2016)

Treuen liegt an der BAB 72 (Abfahrt Treuen) und an der im Schienenpersonennahverkehr von der Vogtlandbahn betriebenen Bahnstrecke Herlasgrün–Falkenstein.
Besonders in den letzten Jahren konnte die Stadt durch bedeutende Ansiedlungen von Unternehmen der Automobilzulieferindustrie ihre wirtschaftliche Stärke verbessern und entwickelte sich zu einem regionalen Wirtschaftszentrum.
Treuen wird im vertakteten ÖPNV des Verkehrsverbunds Vogtland von folgenden Buslinien der Plauener Omnibusbetrieb GmbH bedient:
Stand: 13. Februar 2022
| Linie | Endpunkte                            | Verlauf                              | Klassifizierung |
| ----- | ------------------------------------ | ------------------------------------ | --------------- |
| 60+   | Rodewisch ↔ Treuen                   | Auerbach – Rebesgrün – Schreiersgrün | PlusBus         |
| 63    | Plauen ↔ Plohn                       | Neuensalz – Treuen – Lengenfeld      | TaktBus         |
| 73    | Gospersgrün ↔ Bergen                 | Treuen – Altmannsgrün                | RufBus          |
| 78    | Treuen ↔ Gewerbegebiet Treuener Höhe |                                      | RufBus          |
| 83    | Reichenbach ↔ Treuen                 | Netzschkau – Limbach – Hartmannsgrün | TaktBus         |

Durch Treuen führt die Via Regia.